# Rob Ray
Robert John „Rob“ Ray (* 8. Juni 1968 in Stirling, Ontario) ist ein ehemaliger kanadischer Eishockeyspieler, der im Verlauf seiner aktiven Karriere zwischen 1984 und 2004 unter anderem 955 Spiele für die Buffalo Sabres und Ottawa Senators in der National Hockey League auf der Position des rechten Flügelstürmers bestritten hat. Ray, der den Spielertyp des Enforcers verkörperte, wurde im Jahr 1999 aufgrund seines sozialen Engagements sowohl mit der King Clancy Memorial Trophy als auch dem NHL Foundation Player Award ausgezeichnet.

## Karriere
Rob Ray begann seine Karriere 1985 in der kanadischen Juniorenliga Ontario Hockey League bei den Cornwall Royals. Bereits dort zeigte er, dass das körperlich harte Spiel seine Stärke war und er auch nicht davor zurückschreckte, die Fäuste fliegen zu lassen. So kassierte er in seinem ersten Jahr 253 Strafminuten in 53 Spielen. Aber auch spielerisch entwickelte er sich weiter und konnte in der Saison 1987/88 elf Tore und 40 Assists für sich verbuchen.
Im NHL Entry Draft 1988 wurde er von den Buffalo Sabres in der fünften Runde an Position 97 ausgewählt und schloss sich für die Saison 1988/89 den Rochester Americans an, dem AHL-Farmteam der Sabres. Im Jahr darauf kam er zu seinen ersten Einsätzen in der NHL und gehörte ab der Saison 1990/91 zum Stammkader der Buffalo Sabres und das für mehr als zehn Jahre. 
1990/91 schaffte er mit acht Toren und acht Assists seine Karrierebestleistung. Doch seine Hauptaufgabe während seiner Zeit in Buffalo war es die Stars der Mannschaft zu beschützen und das nicht selten mit den Fäusten. Er entwickelte sich dadurch zu einem der bekanntesten Enforcer seiner Zeit und traf des Öfteren mit weiteren Spezialisten auf diesem Gebiet, wie Tie Domi oder Jeff Odgers aufeinander. Seinen größten Erfolg feierte Ray, als er in der Saison 1998/99 mit den Sabres ins Finale um den Stanley Cup einzog, dort jedoch den Dallas Stars unterlag. Nur wenige Tage später wurde er bei der Verleihung der NHL Awards 1999 mit der King Clancy Memorial Trophy ausgezeichnet, die der NHL-Spieler erhält, der durch Führungsqualitäten und soziales Engagement herausragt. War er auf dem Eis gefürchtet wegen seiner Härte, so engagierte er sich neben dem Eis für die Make-a-wish Foundation, ein Kinderkrankenhaus und das Rosewell Park Krebsinstitut. 
Im März 2003 endete seine fast 14-jährige Zugehörigkeit bei den Buffalo Sabres, als er zu den Ottawa Senators transferiert wurde. Für die Senators absolvierte er in der folgenden Saison nur noch sechs Spiele und kam fünf Mal für das AHL-Farmteam Binghamton Senators zum Einsatz, ehe er seine Karriere im Februar 2004 beendete. Im Nachlauf seiner Karriere kehrte Rob Ray nach Buffalo zurück und gehörte zum Fernsehteam der Buffalo Sabres. Dort kommentierte er das Geschehene als Experte.

## Erfolge und Auszeichnungen
- 1999 King Clancy Memorial Trophy
- 1999 NHL Foundation Player Award

## Karrierestatistik
(Legende zur Spielerstatistik: Sp oder GP = absolvierte Spiele; T oder G = erzielte Tore; V oder A = erzielte Assists; Pkt oder Pts = erzielte Scorerpunkte; SM oder PIM = erhaltene Strafminuten; +/− = Plus/Minus-Bilanz; PP = erzielte Überzahltore; SH = erzielte Unterzahltore; GW = erzielte Siegtore; 1 Play-downs/Relegation; Kursiv: Statistik nicht vollständig)

## Sonstiges
- „Rayzor“, wie er auch genannt wurde, lieferte sich während seiner 15 Jahre dauernden NHL-Karriere zirka 250 Faustkämpfe und erhielt 3207 Strafminuten. Mit 3189 Strafminuten für die Buffalo Sabres hält er den Rekord als Spieler, der für ein Team die meisten Strafminuten kassiert hat.
- Rob Ray kreierte während seiner Zeit mit den Buffalo Sabres eine eigene Art zu kämpfen. Wenn ein Gegenspieler und er bereit für eine Schlägerei waren und die Handschuhe fallen ließen, entledigte er sich zusätzlich von seinem Helm, seinem Trikot und seiner Schutzausrüstung, sodass er nur mit nacktem Oberkörper kämpfte. Dadurch bot er seinem Gegner keine Möglichkeit, sich an ihm festzuhalten, war damit während des Kampfes im klaren Vorteil und konnte den Kampf kontrollieren. Die NHL führte daraufhin eine Regel ein, die es den Spielern verbot ihre Trikots und den Oberkörperschutz in einer Schlägerei auszuziehen. Die Regel erhielt daraufhin den Spitznamen „Rob Ray Rule“.